# مختلف القرآن
علم مختلف القرآن هو أحد علوم القرآن، يُعنى بدراسة الآيات التي يُظنّ فيها التعارض أو الاختلاف، ظاهريًّا، وهدفه توضيح ذلك التوهم، وبيان أن لا تعارض حقيقي في كتاب الله تعالى، إذْ قال الله: ﴿أفلا يتدبرون القرآن ولو كان من عند غير الله لوجدوا فيه اختلافًا كثيرًا﴾ [النساء: 82]، وهذا ما يؤكده علماء هذا الفن من قديم الزمان. التعريف لغةً: "المختلف" مأخوذ من الخلاف، وهو التباين. اصطلاحًا: العلم الذي يُعنى بجمع وتفسير الآيات القرآنية التي يُظنّ فيها التعارض، وبيان وجوه الجمع أو النسخ أو الترجيح بينها.

## أسباب الاختلاف الظاهري
- النسخ: إلغاء حكمٍ بآخر لاحق له.
- العموم والخصوص: أن تكون إحدى الآيتين عامة والأخرى مخصصة لها.
- الإطلاق والتقييد: ورود حكم مطلق في آية، ثم تقييده في أخرى.
- الجهل بالسياق أو أسباب النزول: مما يوقع في التوهم.[3][4]

## أمثلة

### قضية العفو والقصاص:
قوله تعالى: ﴿وَكَتَبْنَا عَلَيْهِمْ فِيهَا أَنَّ النَّفْسَ بِالنَّفْسِ﴾ [المائدة: 45]، وقوله تعالى: ﴿فَمَنْ عُفِيَ لَهُ مِنْ أَخِيهِ شَيْءٌ﴾ [البقرة: 178]. يظهر التعارض بين وجوب القصاص وإمكانية العفو، والتوفيق بينهما أن الأصل هو القصاص، ولكن يجوز لأولياء الدم العفو.

### مسألة الهداية والإضلال:
قوله تعالى: ﴿يُضِلُّ مَنْ يَشَاءُ وَيَهْدِي مَنْ يَشَاءُ﴾[النحل: 93]، وقوله تعالى: ﴿وَالَّذِينَ جَاهَدُوا فِينَا لَنَهْدِيَنَّهُمْ سُبُلَنَا﴾ [العنكبوت: 69]. التوفيق بينهما أن الهداية من الله، ولكنه يوفق إليها من يسعى ويجاهد في سبيلها.

## طرق العلماء في التعامل مع مختلف القرآن
- الجمع والتوفيق: محاولة التوفيق بين الآيات المتعارضة ظاهريًا بحيث يُعمل بهما جميعًا.
- النسخ: القول بأن إحدى الآيتين نسخت الأخرى إذا ثبت ذلك بدليل صحيح.
- الترجيح: ترجيح إحدى الآيتين على الأخرى بناءً على قوة الدليل أو السياق.[5][6]

## أشهر المؤلفات في هذا العلم
- تأويل مشكل القرآن - ابن قتيبة الدينوري (ت. 276هـ).
- دفع إيهام الاضطراب عن آيات الكتاب - محمد الأمين الشنقيطي.
- البرهان في علوم القرآن - الزركشي.
- الإتقان في علوم القرآن - جلال الدين السيوطي.